# Ван Верт (Ајова)
Ван Верт (енгл. Van Wert) град је у америчкој савезној држави Ајова. По попису становништва из 2010. у њему је живело 230 становника.

## Демографија
Према попису становништва из 2010. у граду је живело 230 становника, што је -1 (-0.4%) становника више него 2000. године.
| Група             | 2000.       | 2010.       |
| Белци             | 227 (98,3%) | 218 (94,8%) |
| Афроамериканци    | 0 (0,0%)    | 0 (0,0%)    |
| Азијати           | 0 (0,0%)    | 0 (0,0%)    |
| Хиспаноамериканци | 2 (0,9%)    | 3 (1,3%)    |
| Укупно            | 231         | 230         |